# Wegblokkade

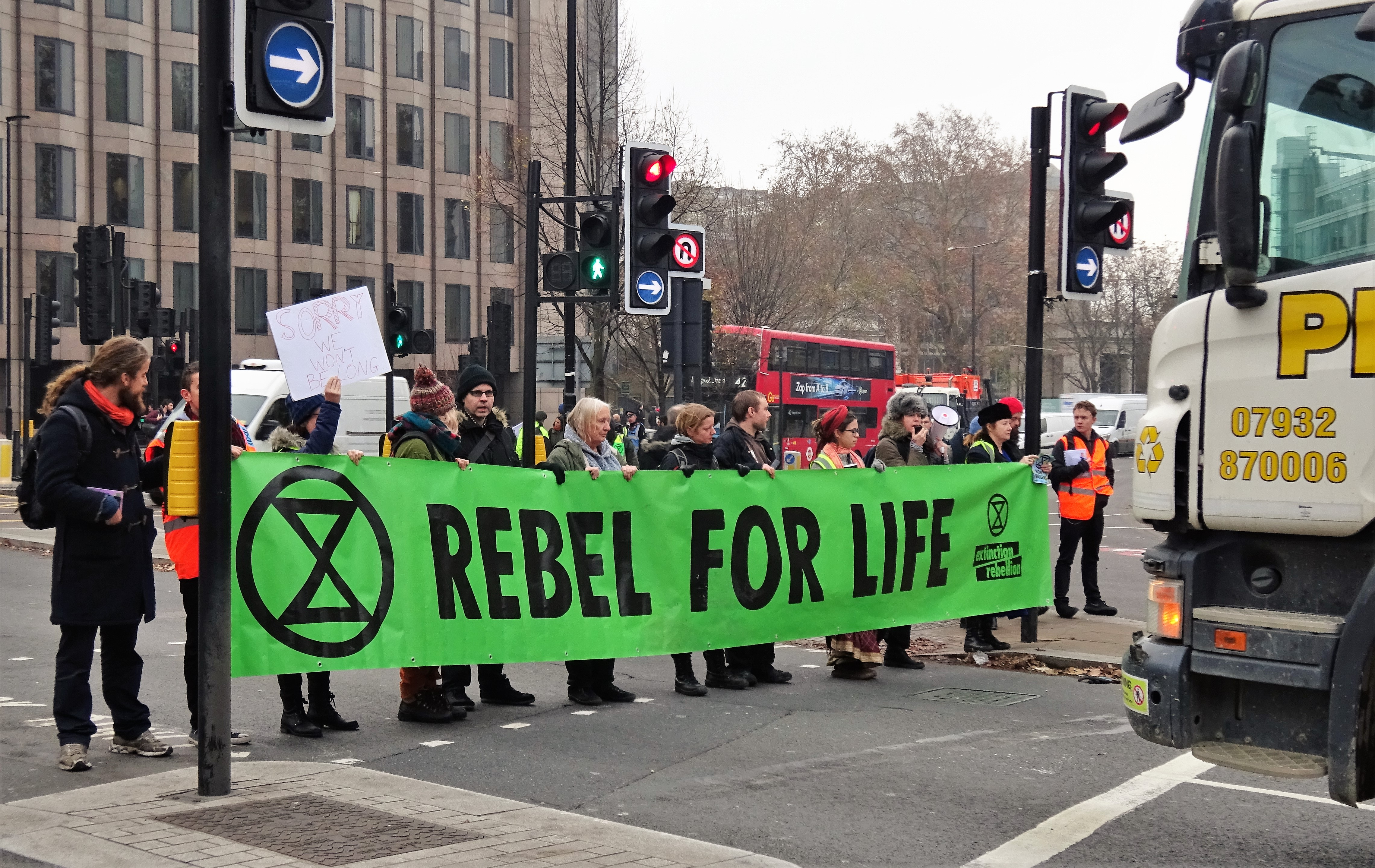
Een mensenketting als wegblokkade tijdens een protestactie van Extinction Rebellion in Londen in 2018

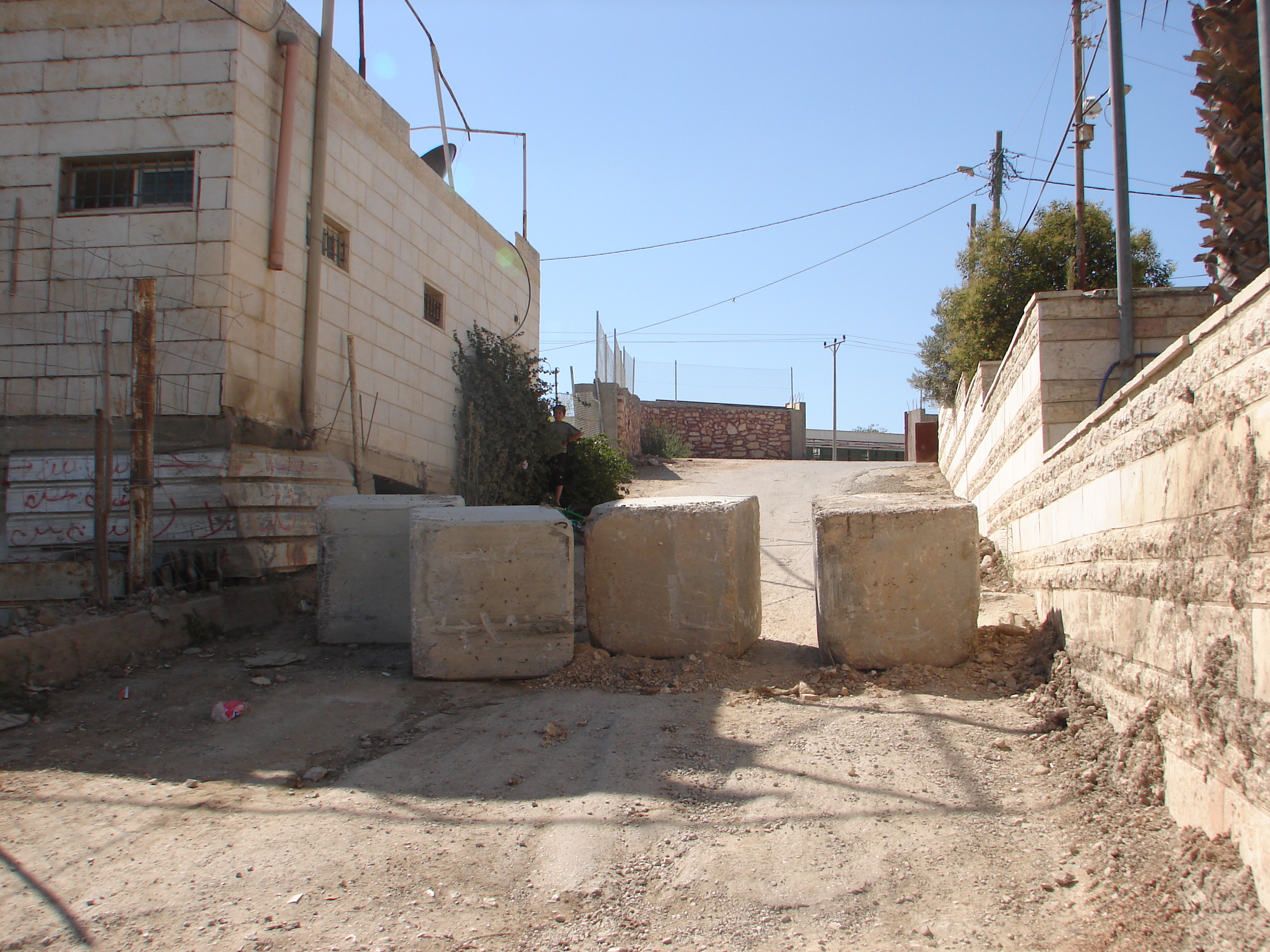
Betonblokken sluiten een weg in Palestina af

Een wegblokkade, wegafzetting of speractie is een tijdelijke versperring om het verkeer langs een weg te controleren of tegen te houden. De politie kan een weg versperren om een vluchtende misdadiger te vatten of bijvoorbeeld bij een alcoholcontrole. De krijgsmacht kan wegblokkades opwerpen in oorlogssituaties. Een weg versperren is voorts een actiemiddel bij protesten en (algemene) stakingen. Verder worden wegen vaak versperd om praktische redenen, zoals wegenwerken of een evenement, maar in die context wordt niet van een blokkade gesproken.
In India is raasta roko (Hindi voor 'versper de weg'), waarbij een mensenmassa het gemotoriseerd verkeer tot stilstand brengt, een veelgebruikte protesttactiek. Wanneer het wordt toegepast op een spoorweg, spreekt men van rail roko.
Een weg blokkeren als actiemiddel wordt in veel jurisdicties beschermd onder de vrijheid van meningsuiting en het stakingsrecht, maar kan in de rechtspraak worden afgewogen tegen andere rechten en belangen, zoals het vrije verkeer van goederen. Juridische uitspraken hierover zijn bijvoorbeeld het arrest Spaanse aardbeien en het arrest Brennerpas in de Europese Unie. In 2019 werd een Belgische vakbondsman veroordeeld voor kwaadwillige belemmering van het verkeer bij een stakingsactie. In 2020 werden 17 Belgische syndicalisten op dezelfde grond veroordeeld, nadat in het ziekenhuis een patiënt was overleden wiens chirurg vertraging had opgelopen door hun wegblokkade. Volgens het ABVV komt het stakingsrecht hiermee onder druk te staan.